# Cyrtopodion kotschyi
Cyrtopodion kotschyi este o specie de șopârle din genul Cyrtopodion, familia Gekkonidae, descrisă de Steindachner 1870. A fost clasificată de IUCN ca specie cu risc scăzut.

## Subspecii
Această specie cuprinde următoarele subspecii:
- C. k. kotschyi
- C. k. adelphiensis
- C. k. bartoni
- C. k. beutleri
- C. k. bibroni
- C. k. bolkarensis
- C. k. buchholzi
- C. k. ciliciensis
- C. k. colchicus
- C. k. concolor
- C. k. danilewskii
- C. k. fitzingeri
- C. k. fuchsi
- C. k. kalypsae
- C. k. karabagi
- C. k. lycaonicus
- C. k. maculatus
- C. k. oertzeni
- C. k. orientalis
- C. k. ponticus
- C. k. rumelicus
- C. k. saronicus
- C. k. schultzewestrumi
- C. k. skopjensis
- C. k. solerii
- C. k. steindachneri
- C. k. stepaneki
- C. k. syriacus
- C. k. tinensis
- C. k. unicolor
- C. k. wettsteini

## Galerie

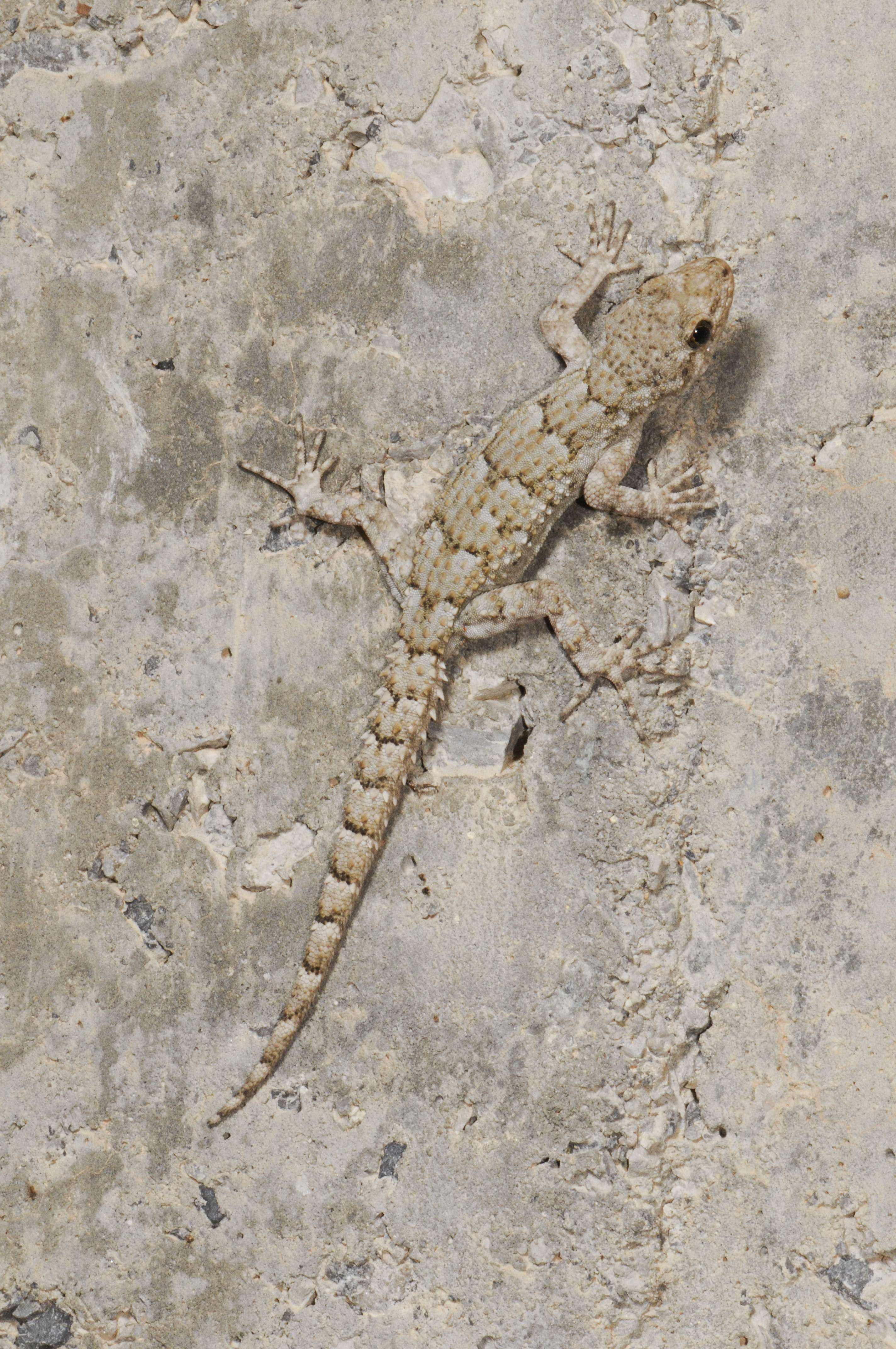
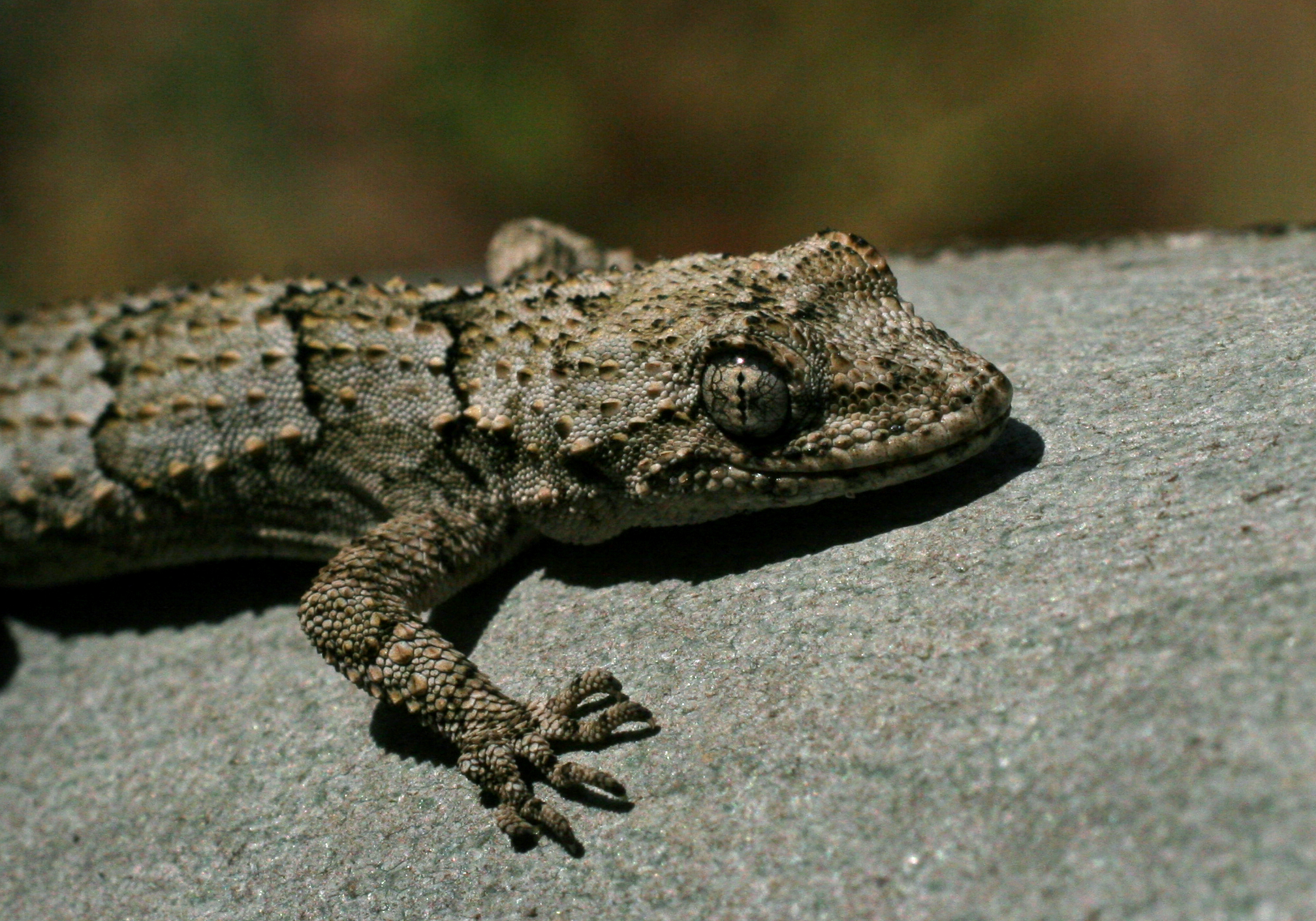
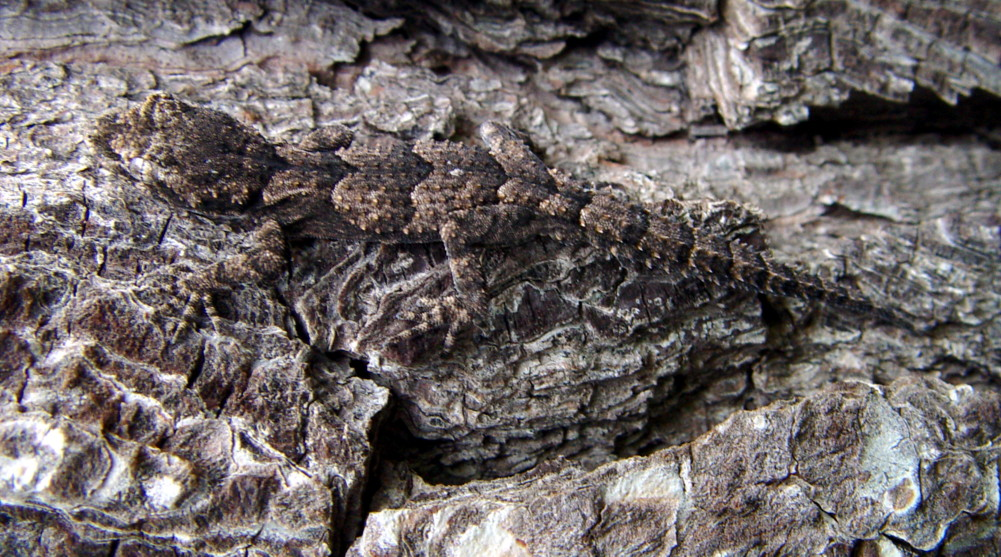
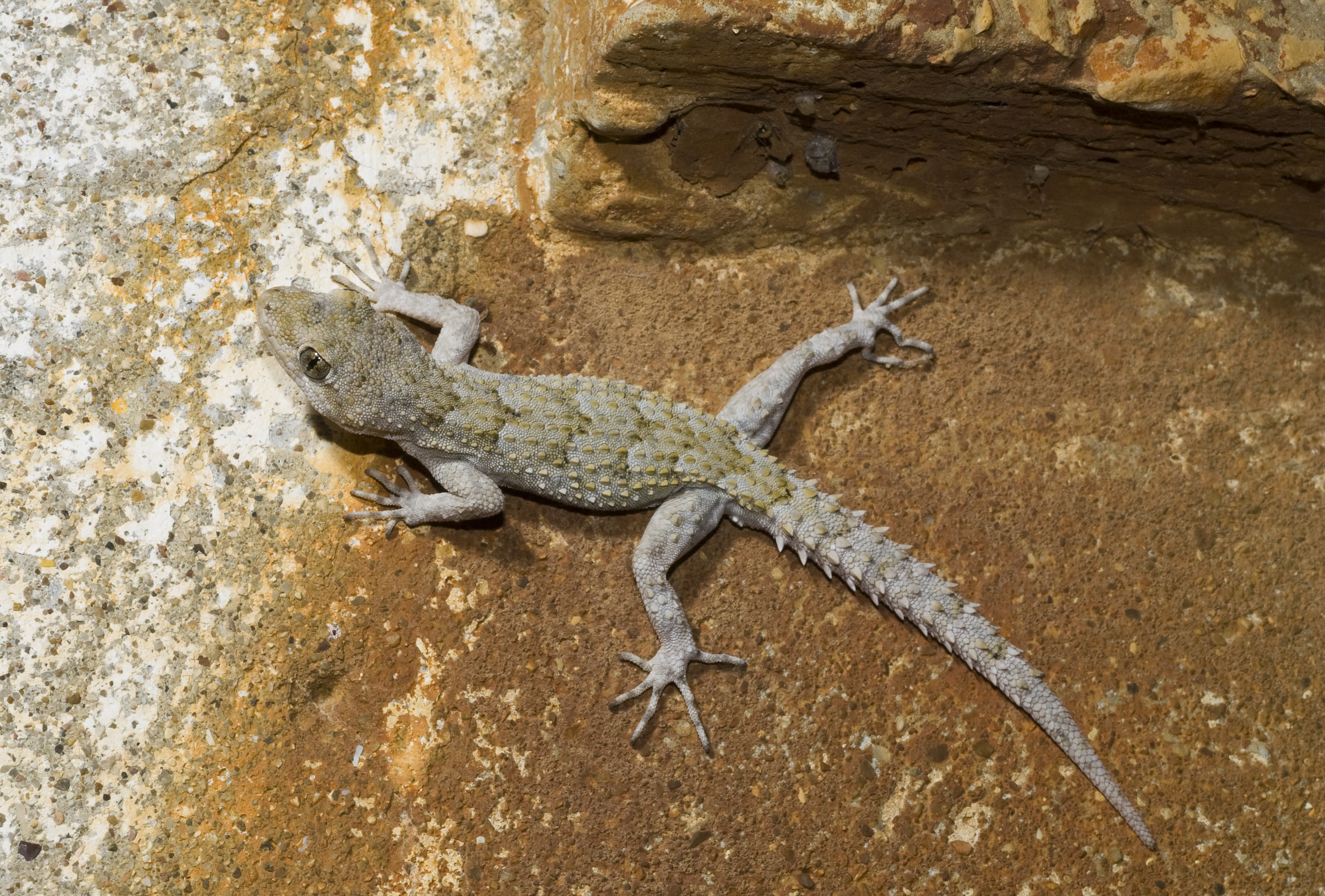